# گورستان نووودویچی
گورستان نووودویچی (به روسی: Новодевичье кладбище) نام گورستانی تاریخی و مشهور است که در نزدیکی صومعه نووودویچی در مرکز شهر مسکو، کشور فدراسیون روسیه قرار دارد.
بر گور هر یک از مشاهیر مدفون در گورستان نووودویچی، برحسب شخصیت اجتماعی شخص درگذشته، مجسمه یا نمادی نصب شده که کار هنرمندان برجسته اتحاد جماهیر شوروی، نظیر نیکلای آندریف، ایوان شادر، سرگئی مرکویروف و زینوی واسیلینسکی است.

## افراد مشهور

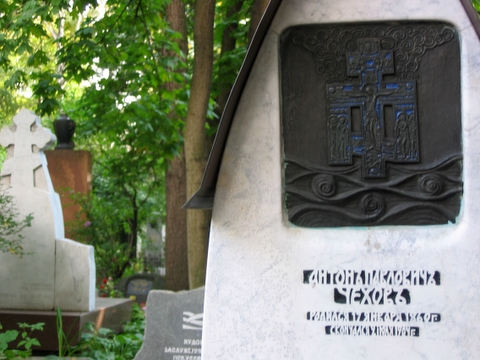
گور آنتون چخوف، داستان‌نویس و نمایش‌نامه‌نویس برجستهٔ روس.

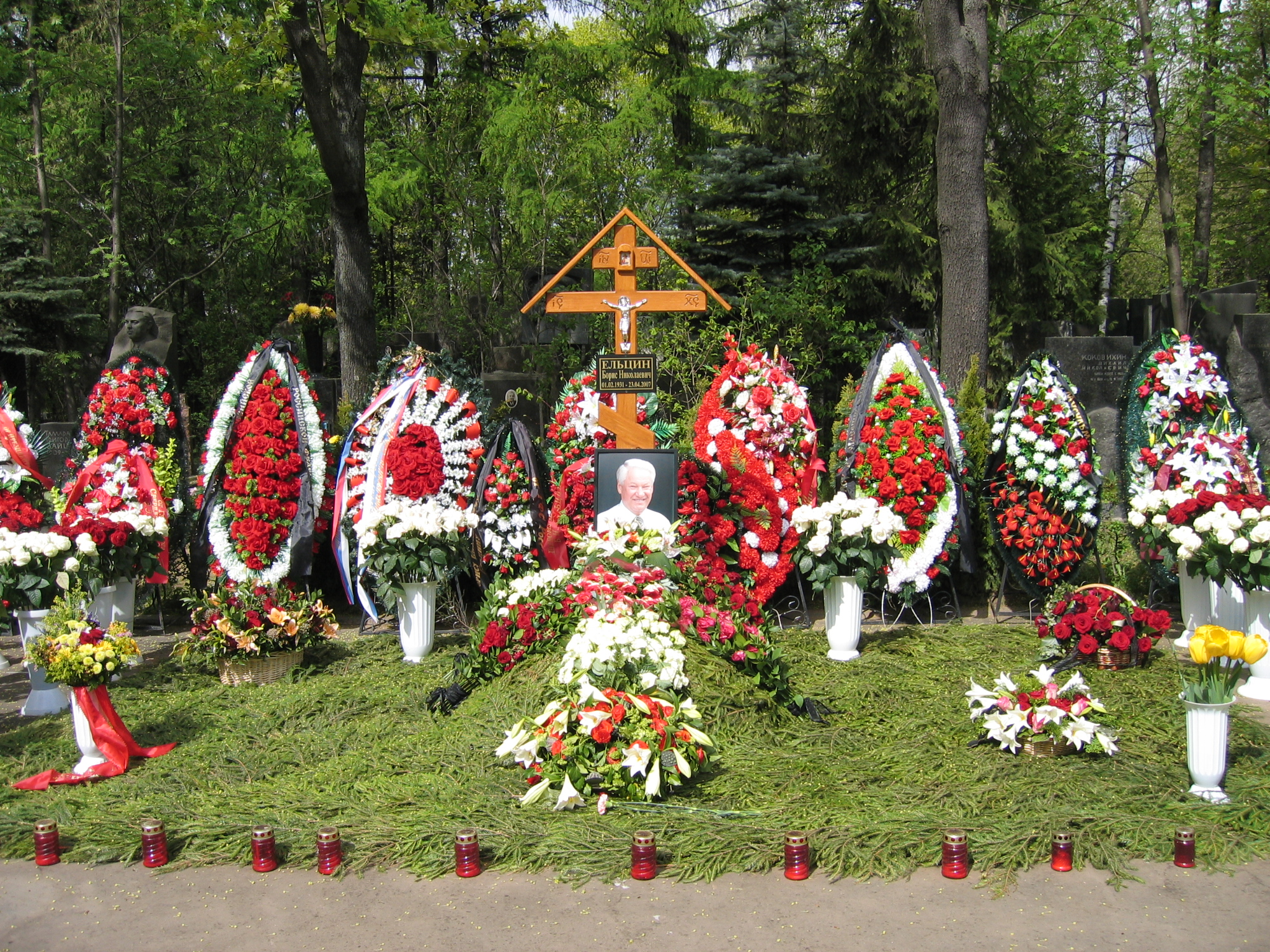
گور بوریس یلتسین، اولین رئیس‌جمهور فدراسیون روسیه.

این گورستان تاریخی مدفن بسیاری از نام آوران مشهور اهل روسیه است. از این جمله می‌توان به افراد مشهور زیر اشاره کرد:
- نیکیتا سرگیویچ خروشچف، دبیرکل حزب کمونیست شوروی و رهبر اتحاد جماهیر شوروی.
- بوریس یلتسین،[۱] اولین رئیس‌جمهور فدراسیون روسیه.
- ابوالقاسم لاهوتی کرمانشاهی، شاعر و فعال سیاسی ایرانی در دوران انقلاب مشروطه ایران.
- آنتون پاولوویچ چخوف، داستان‌نویس و نمایش‌نامه‌نویس برجستهٔ روس.
- سرگئی آیزنشتاین، کارگردان برجسته و تئوریسین سینمای روس.
- نیکولای گوگول، نویسندهٔ بزرگ روسی.
- استانیسلاوسکی بازیگر، کارگردان و مبدع نخستین سیستم بازیگری در جهان
- ولادیمیر مایاکوفسکی، شاعر درام‌نویس فوتوریست (آینده‌گرای) انقلابی روسی.
- یوگنی ادواردویچ برتلس، خاورشناس و ایران‌شناس مشهور روسی.
- آنتوان سیمونویچ ماکارنکو، روانشناس مشهور روسی.
- آندره نیکلایویچ توپولف، مهندس طراح هواپیما و بنیان‌گذار شرکت توپولف.
- پاول ایوانویچ بلیایف، فضانورد فضاپیمای سرنشین‌دار مدارگرد واسخود ۲.
- زویا کوسمودمیانسکایا، دختر پارتیزان و از قهرمان ملی روسیه در جنگ جهانی دوم.
- ناظم حکمت شاعر انقلابی ترکیه
- الکساندر تایروف کارگردان مبدع تئاتر روسیه

## نگارخانه

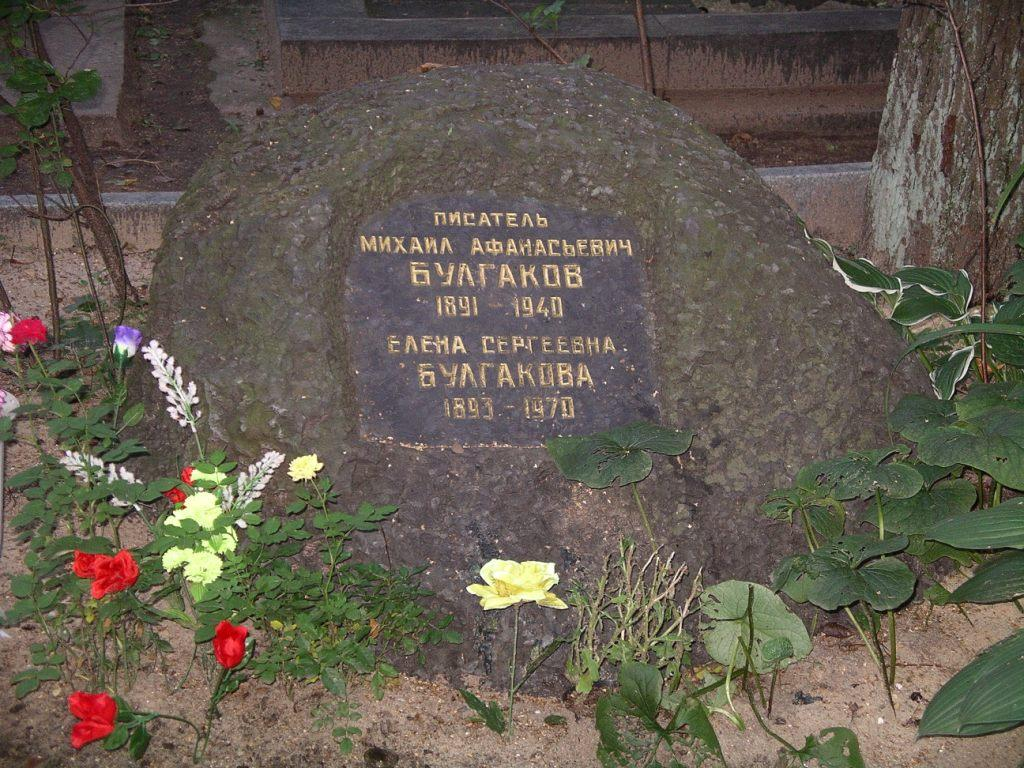
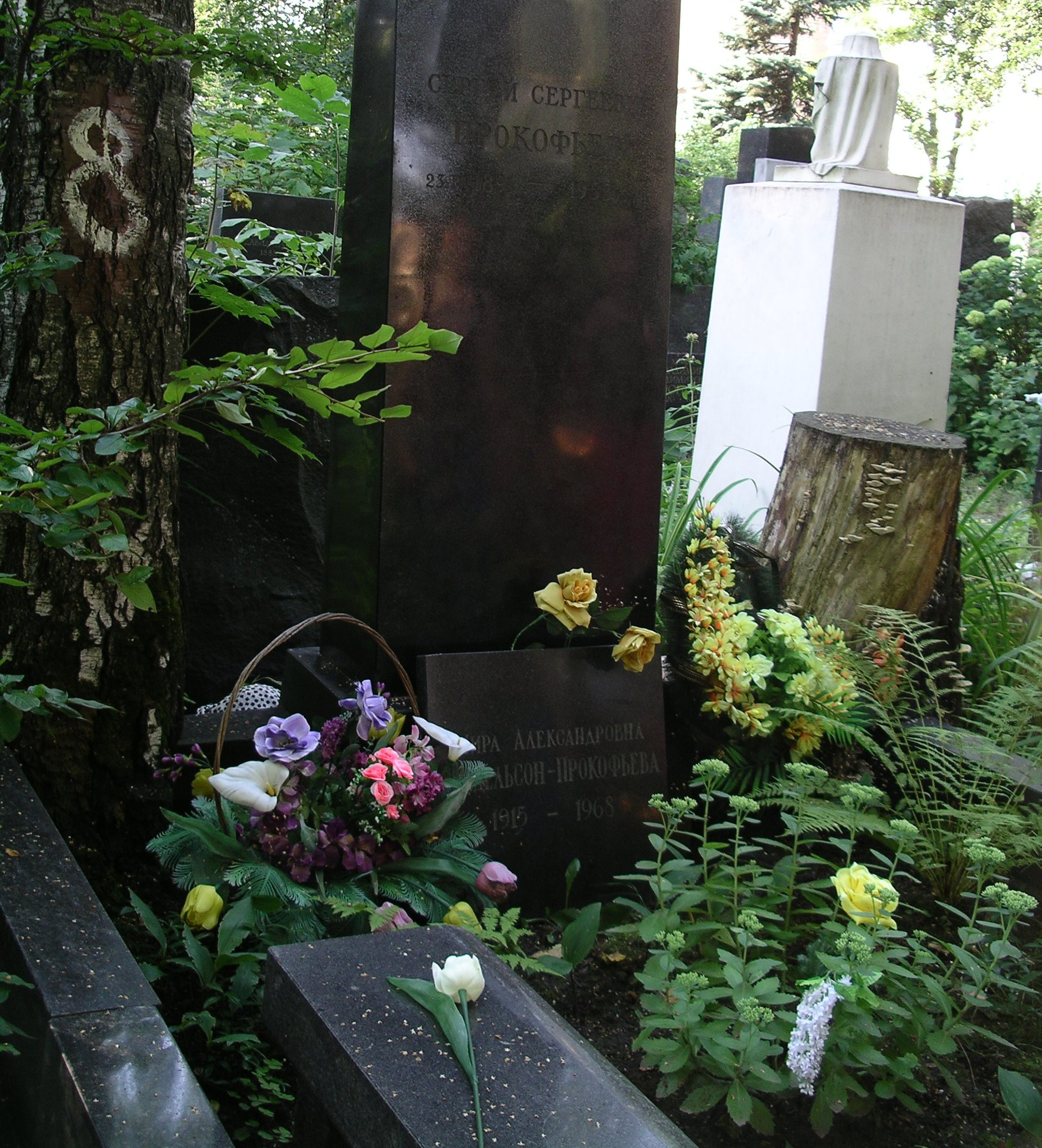